# Сельское поселение «Солонеченское»
Се́льское поселе́ние «Солонеченское» — муниципальное образование в Газимуро-Заводском районе Забайкальского края Российской Федерации.
Административный центр — населённый пункт Рудник Солонечный.

## История
Статус и границы сельского поселения установлены Законом Читинской области от 19 мая 2004 года «Об установлении границ, наименований вновь образованных муниципальных образований и наделении их статусом сельского, городского поселения в Читинской области».
Закон Забайкальского края от 25 декабря 2013 года № 922-ЗЗК «О преобразовании и создании некоторых населенных пунктов Забайкальского края»:
Распоряжением Правительства России от 11 октября 2018 г. № 2186-р присвоено наименование вновь образованному населенному пункту — село Верхнее Солонечное.

## Население
| 2010 | 2011 | 2012 | 2013 | 2014 | 2015 | 2016 |
| ---- | ---- | ---- | ---- | ---- | ---- | ---- |
| 719  | ↘718 | ↘689 | ↘674 | ↘648 | ↘631 | ↗635 |
| 2017 | 2018 | 2019 | 2020 | 2021 |      |      |
| ↘609 | ↗611 | ↘597 | ↘580 | ↘526 |      |      |

## Состав сельского поселения
| № | Населённый пункт   | Тип населённого пункта                   | Население |
| - | ------------------ | ---------------------------------------- | --------- |
| 1 | Рудник Солонечный  | населённый пункт, административный центр | ↘557      |
| 2 | Верхнее Солонечное | село                                     |           |
| 3 | Солонцы            | село                                     | ↘10       |